# 衛駒
衛 駒（えい く、生没年不詳）は、五胡十六国時代の後燕の人物。昌黎鮮卑族の出身。

## 生涯
384年1月、前秦の冠軍将軍慕容垂は前秦からの自立を目指していた。衛駒は率いていた兵とともに慕容垂に降伏した。慕容垂は滎陽に至り、燕王と称して文武諸官の編制を行い、衛駒は鷹揚将軍に任じられた。
光禄大夫に任じられた。
403年12月、并州刺史に任じられ、凡城に鎮した。
これ以後の事績は、史書に記されていない。